# Парад планет

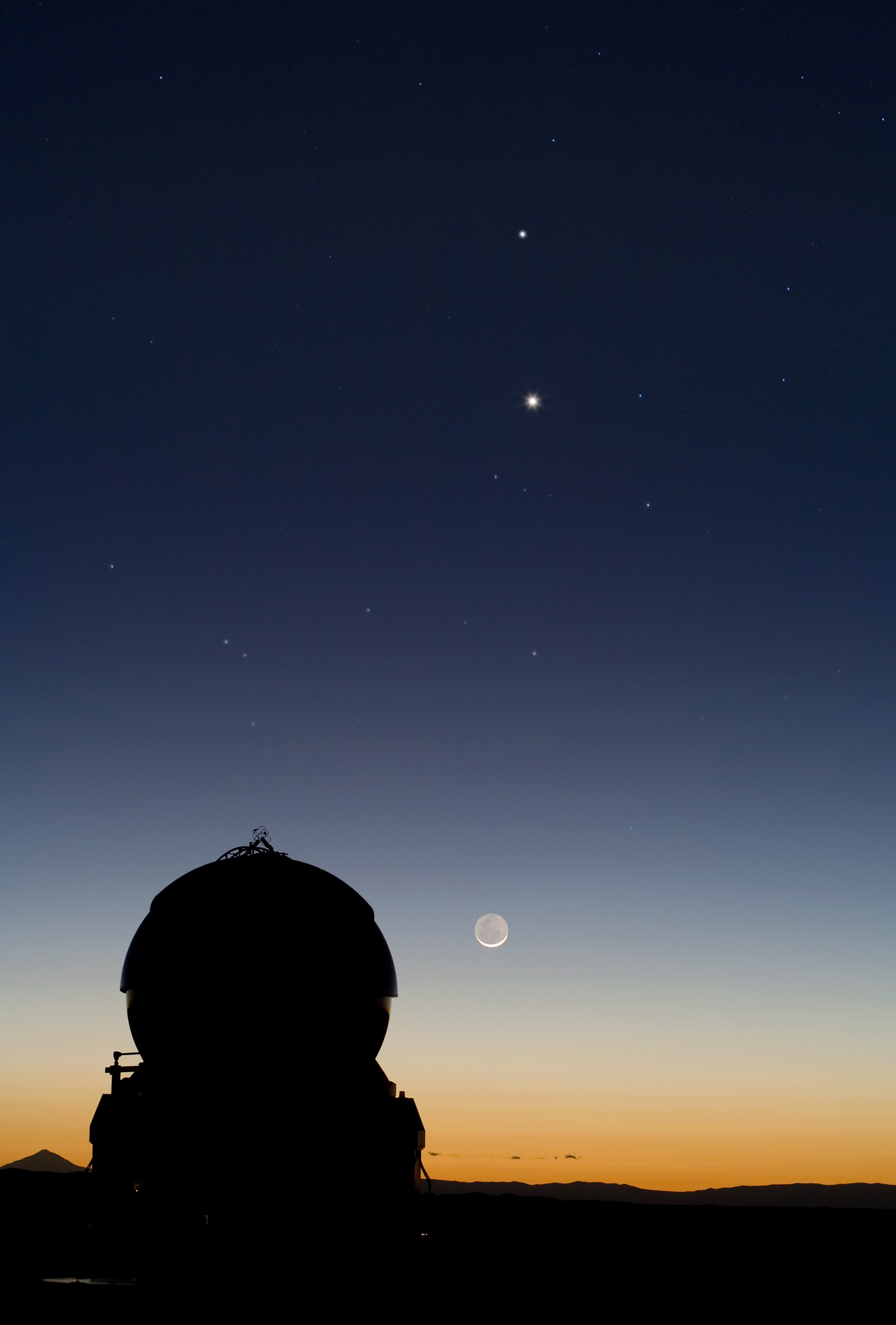
Зближення Меркурія і Венери

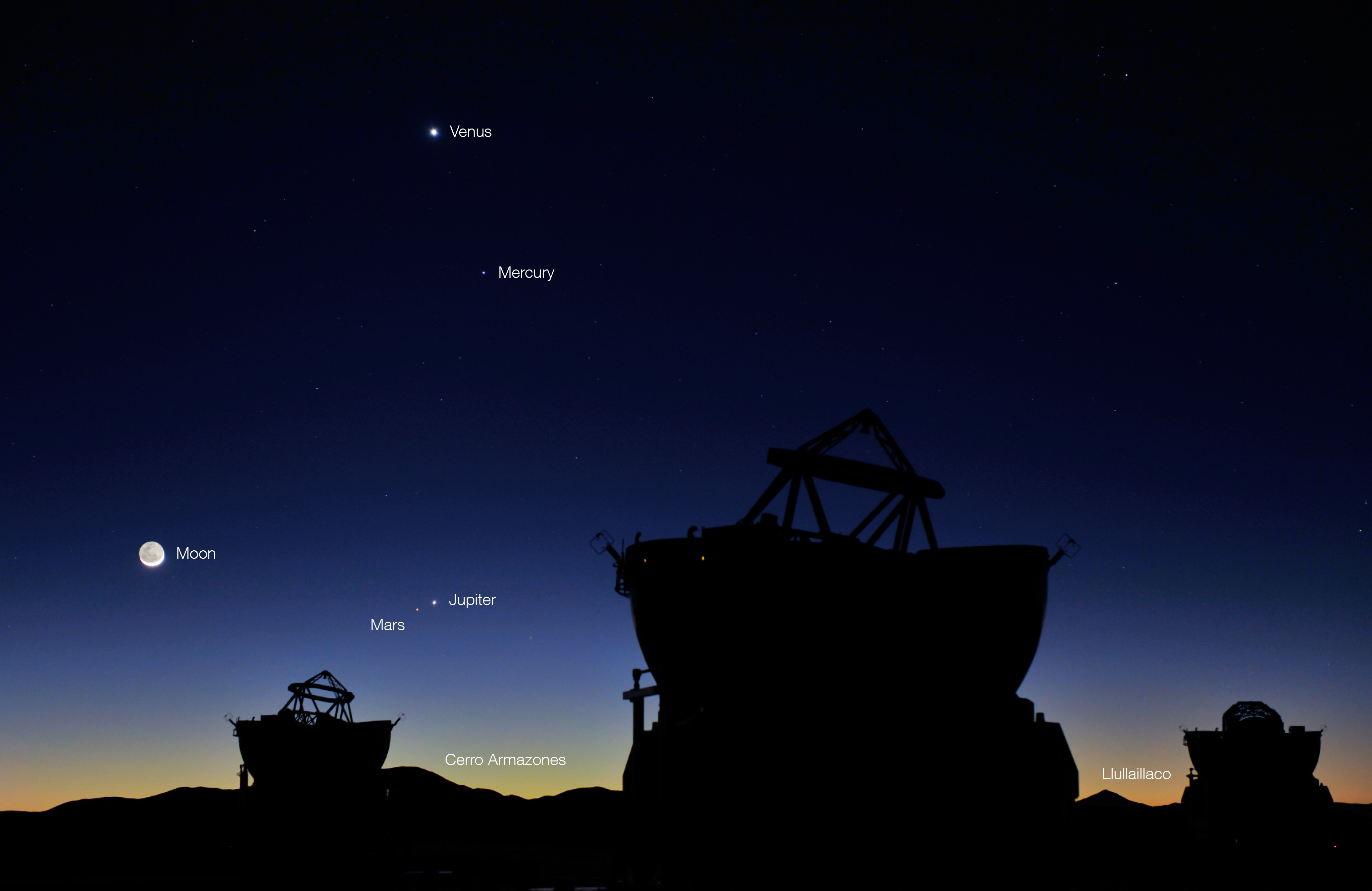
Чотири планети і Місяць перед світанком 1 травня 2011 р обсерваторії Параналь.

Парад планет — астрономічне явище, при якому певна кількість планет Сонячної системи опиняється по один бік від Сонця в невеликому секторі. При цьому вони знаходяться більш або менш близько одне до одного на небесній сфері.
Максимальне зближення небесних тіл по екліптичній довготі називається сполученням. Якщо при цьому вони досить близькі і в екліптичній широті, у цій конфігурації можливе покриття більш далекого об'єкта більш близьким, проходження планети по диску Сонця (у разі сполучення внутрішньої планети і Сонця) або затемнення Сонця (у разі з'єднання його з Місяцем).

## Види парадів планет

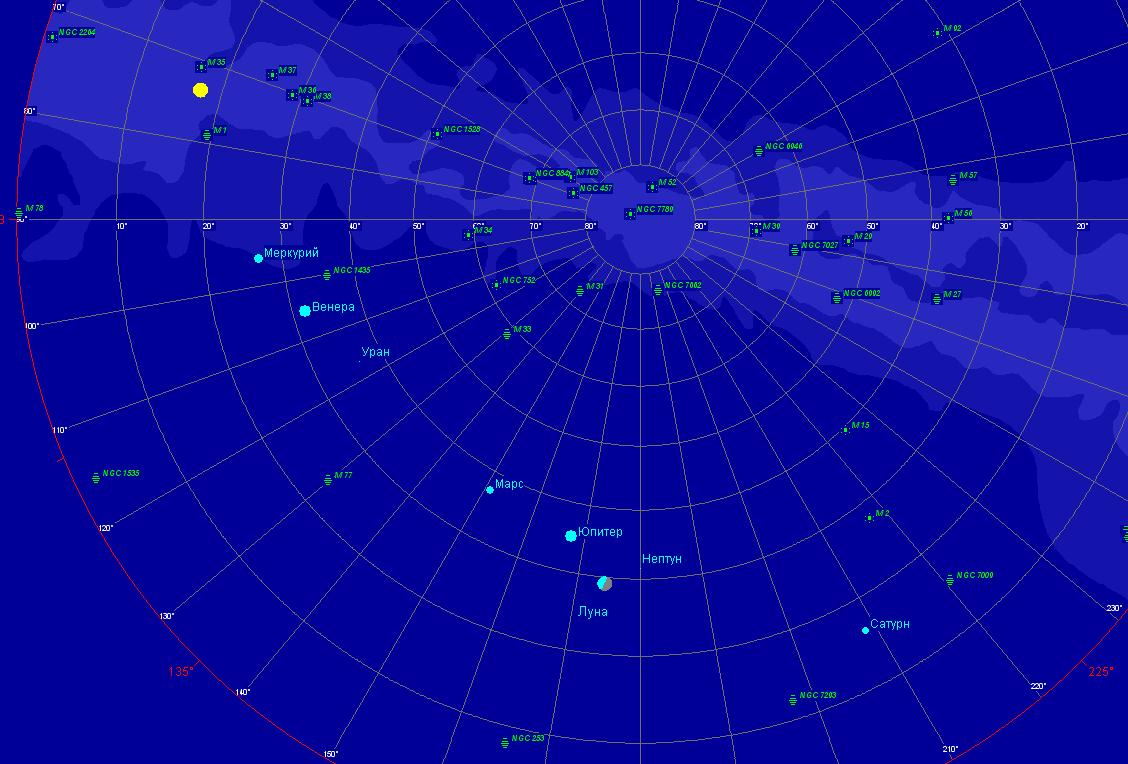
Парад планет у червні 2002 р. Вид з середніх широт північної півкулі (55 с. ш.)

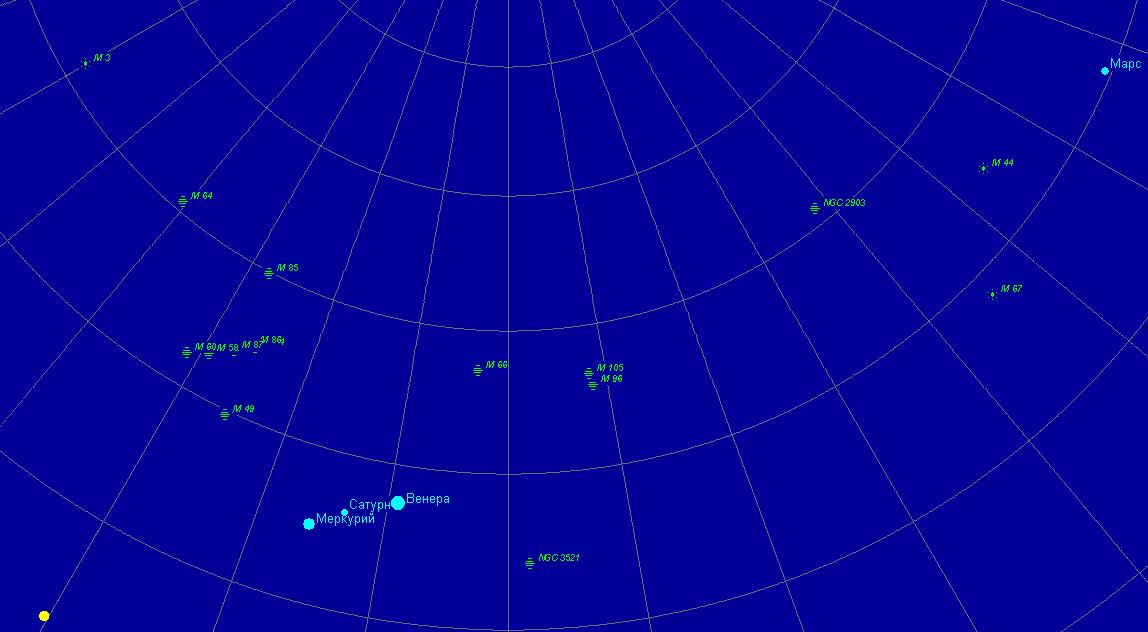
Парад планет в жовтні 2009 р. Вид з середніх широт (55 с. ш.)

- Малий парад — астрономічне явище, під час якого чотири планети виявляються по один бік від Сонця в невеликому секторі.
- Великий парад — астрономічне явище, під час якого шість планет виявляються по один бік від Сонця в невеликому секторі.
- Повний парад — астрономічне явище, під час якого всі планети виявляються по один бік від Сонця в невеликому секторі[1].

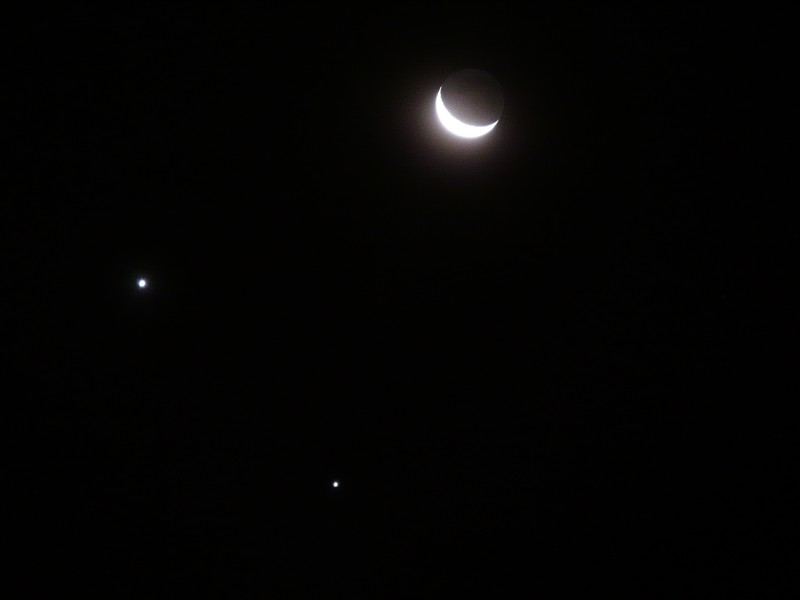
Сполучення Юпітера (праворуч) і Венери (ліворуч) поруч з Місяцем

Також розрізняються «видимі» і «невидимі» паради планет сонячної системи: Видимим парадом планет називається планетна конфігурація, коли п'ять яскравих планет Сонячної системи (Меркурій, Венера, Марс, Юпітер і Сатурн) у своєму русі по небу підходять один до одного на близьку відстань і стають видні в один час в невеликому секторі (10 — 40°) неба.
Для того, щоб всі п'ять яскравих планет були видимі одночасно, неодмінно має бути виконана умова, щоб Марс, Юпітер і Сатурн мали приблизно однакову довготу і були видимі біля внутрішніх планет, а Меркурій і Венера знаходилися в східній елонгації від Сонця навесні, і в західній елонгації ― восени (для північної півкулі Землі і для середніх широт). Саме в такі елонгації Меркурій може спостерігатися досить тривалий час. Менш жорсткі умови видимості у Венери, бо її максимальна елонгація становить 48° (у Меркурія вона становить 28°).
Парад планет можна спостерігати або ввечері, або вранці. Міні-парад планет за участю чотирьох планет відбувається частіше, а міні-паради планет за участю трьох планет можна спостерігати щорічно (або навіть двічі на рік), проте умови їх видимості не однакові для різних широт Землі. Так, наприклад, парад з 4 яскравих планет (Сатурн не брав участь у параді) в травні 2011 року, коли Венера, Меркурій, Марс і Юпітер зібралися в секторі величиною менше 10°, можна було спостерігати в досвітніх сутінках, за півгодини до сходу Сонця. Міні-парад планет (хоча парадом його можна назвати з натяжкою, бо сектор їх видимості становив більше 90°), можна було спостерігати в середині жовтня 2009 року. Видимі паради планет за участю п'яти яскравих планет відбуваються не частіше, ніж раз в 18-20 років, і наступний тісний парад з 5 планет в секторі 38° відбудеться в березні 2022 року, але умови видимості його будуть несприятливі для жителів України.

## Календар параду планет
Календар основних парадів планет:
- 10 березня 1982 року — відбувся рідкісний повний парад планет, коли всі дев'ять планет (Меркурій, Венера, Земля, Марс, Юпітер, Сатурн, Уран, Нептун і Плутон, який на той момент вважався планетою) зібралися по один бік від Сонця в секторі з кутом 95°[3] (тобто, максимальна різниця геліоцентричних екліптичних довгот планет склала 95°). Багато людей були розбурхані виданою в 1974 році в США книгою Ефект Юпітера, яка стала бестселером, в якій стверджувалося, що парад планет 1982 року стане спусковим механізмом для найсильнішого землетрусу, що зруйнує Лос-Анджелес, однак ніякого підвищення сейсмічності в 1982 році відзначено не було[4];
- Кінець квітня - початок травня 2002 року — чотири планети, зокрема Меркурій, Венера, Марс і Сатурн зустрілися в сузір'ї Тельця, а п'ята, Юпітер -  у сусідньому сузір'ї Близнюків[5];
- Травень 2011 року — Меркурій, Венера, Марс, Юпітер і Уран розташувалися в сузір'ї Овна. Спостереження було можливим перед сходом Сонця;
- 4 липня 2020 року — відбувся рідкісний повний парад планет[6];
- 28 березня 2023 року — під час параду планет в одну лінію вишикувались Юпітер, Меркурій, Венера, Уран і Марс[7];
- 17 червня 2023 року — Сатурн, Юпітер, Меркурій, Нептун і Уран вишикувались в лінію на заході за годину до сходу Сонця[8];
- 3 червня 2024 року — Меркурій, Марс, Юпітер, Сатурн, Нептун і Уран вишикуються у великому параді планет, відсутньою буде лише Венера[9];
- 28 серпня 2024 року — відбувся парад планет[10];
- 18 січня 2025 року — відбувся великий парад планет, коли одночасно було можливо спостерігати Марс, Юпітер, Уран, Венера, Нептун та Сатурн[10][11];
- 28 лютого 2025 року — відбудеться повний парад планет, коли до шести планет приєднається сьома, а саме - Меркурій[10][11];
- 3 червня 2025 року — відбувся парад планет[10];
- 9 серпня 2025 року — відбувся великий парад планет, коли одночасно спостерігалися шість планет, зокрема Меркурій, Венера, Юпітер, Сатурн, Уран та Нептун[12];
- 8 лютого 2169 року — відбудеться повний парад планет;
- 5 липня 2387 року — відбудеться повний парад планет;
- 6 травня 2492 року — відбудеться повний парад планет[13][14].

## Парад планет у мистецтві

### Кінематографія
- У фільмі «2012» парад планет чинить негативний вплив на Сонце, що призводить до жахливих катаклізмів на нашій планеті.
- У фільмі «Лара Крофт — розкрадачка гробниць» парад планет має важливе сюжетне значення.
- В анімаційному фільмі компанії Disney «Геркулес» парад планет дозволяє Аїду звільнити титанів.

### Філателія
Рідкісному параду планет 10 березня 1982 року було присвячено кілька поштових випусків: в 1981 році Румунія випустила серію поштових марок, присвячених параду планет, на кожній марці — напис румунською мовою «1982 ALINIERIA PLANETELOR» («Парад планет 1982») і зображення планет Сонячної системи. Цьому параду планет також присвячена поштова марка КНР 1982 року (Sc #1778) із зображенням Сонця і дев'яти планет Сонячної системи: Меркурія, Венери, Землі, Марса, Юпітера, Сатурна, Урана, Нептуна і Плутона, вказана дата параду планет.